# Die List einer Frau gegen ihren Gatten
Die List einer Frau gegen ihren Gatten ist eine Erzählung aus den Geschichten aus Tausendundeiner Nacht. In der Arabian Nights Encyclopedia wird sie als ANE 127 gelistet. Die Anekdote gehört zu den kürzesten der Tausendundeine Nacht-Geschichten und berichtet von einer Frau, die sich mittels eines Tricks ihres Ehemanns entledigt.

## Handlung
Ein Mann brachte einst seiner Ehefrau einen noch lebenden Fisch, den seine Frau zum Essen nach dem Freitagsgebet kochen sollte. Dann ging er seinen Geschäften nach. Die Frau aber wurde jedoch zu einer Hochzeit eingeladen, so tat sie den noch lebenden Fisch in einen Krug tat. Die Frau blieb bis zum darauffolgenden Freitag ihrem Haus fern und ihr Ehemann suchte sie überall vergeblich. Am nächsten Freitag war sie wieder im Haus und wurde von ihrem Mann gescholten. Dann nahm sie den noch lebenden Fisch aus dem Krug und rief die Leute zusammen. Als ihr Mann erzählte, was geschehen war, tat sie so, als ob sie tatsächlich nur kurz weg gewesen wäre und präsentierte den Fisch. Die Leute glaubten ihr und erklärten den Mann für verrückt, da sie von dem Krug nichts wussten und kein Fisch so lange überleben könne. Daraufhin sperrten die Leute den Mann ein.

## Hintergrund
Die Geschichte ist in den ägyptischen Manuskripten und den frühen arabischen Druckausgaben von Tausendundeine Nacht enthalten. Auf die Kalkutta-II-Ausgabe griffen Richard Francis Burton und Enno Littmann für ihre Übersetzungen zurück.

## Ausgaben
- Enno Littmann: Die Erzählungen aus den tausendundein Nächten, Insel Verlag, Frankfurt 1968 (Erstausgabe 1922–1928), 6 Bände (Kalkutta-II-Edition), Band 3, S. 501f.